# Лосев, Егор
Егор Лосев — израильский русскоязычный писатель. Автор повестей и рассказов об израильской армии, а также ряда статей и интервью написанных для альманаха «Искусство войны».
Лауреат Шестого Фестиваля молодых литераторов Израиля в номинациях — «Проза» и «Фантастика».
Автор сборника «Резервисты», а также публикаций израильской, канадской и американской русскоязычной периодике.

## Биография
Родился в Ленинграде 13 июля 1976 года. В 1990 году репатриировался в Израиль.
Служил в ЦАХАЛе, в войсках связи с 1994 по 1997 гг., прапорщик запаса. «Обошлось без ранений и наград».
Выпускник Холонского технологического колледжа.
Активный участник военно-исторического веб-сайта «War Online». Литературной деятельностью начал заниматься в 2004 году, когда обнаружил, что в сети почти нет художественной информации о ЦАХАЛе на русском языке.
В 2005 году стал лауреатом Шестого Фестиваля молодых литераторов Израиля сразу в двух номинациях — «Проза» и «Фантастика».

В 2009 году стал одним из победителей литературного конкурса портала Tarbut.ru

### Книги
- Сборник «Резервисты» Эксмо, 2007 год. Серия Пылающие страны. Твердая обложка.
- Сборник «Резервисты» Эксмо, 2007 год. Серия Пылающие страны. Мягкая обложка.
- Повесть «Багряные скалы» Книга-Сефер 2013 год. Мягкая обложка.

### Периодика
- 2005 год. Повесть «Война никогда не кончается». Ижевск, Газета Центр.
- 2006 год. Повесть «Война никогда не кончается». Лос-Анджелес: газета «Панорама»
- 2006 год. Повесть «Прощание славянки». Лос-Анджелес: газета «Панорама».
- 2006 год. Рассказ «Айатта». Тель-Авив: газета «Русский израильтянин»
- 2007 год. Повесть «Война никогда не кончается». Торонто: газета «Canadian INFO».
- 2007 год. Повесть «Прощание славянки». Торонто: газета «Canadian INFO».
- 2007 год. Повесть «Война никогда не кончается». Германия: журнал «Студия».
- 2008 год. Повесть «Казаблан». Торонто: газета «Canadian INFO».
- 2008 год. Рассказ «Айатта». Москва: журнал «Корни».

Москва: Альманах Искусство Войны: Альманах Искусство Войны:
- Интервью «Ион Деген: поэт-ас»
- Статья «Израильские ЧВК»
- Рассказ «Вчера была война»
- Статья «Голландский Папа Карло на Голанских высотах»
- Интервью «Несущие горе»
- Интервью «„Чеченцы“ в Ливане»
- Рассказ «Ночь длиною в жизнь»

Неоднократно публиковался в израильской, канадской, американской и немецкой русскоязычной периодике. В России публиковался в Новой газете, в ижевской газете «Центр», а также в журнале «Корни».